# Taddeo Lwanga
Taddeo Lwanga (Kampala, 21 maggio 1994) è un calciatore ugandese, centrocampista dell'Arta/Solar7 e della nazionale ugandese.

## Carriera

### Nazionale
Nel 2019 viene convocato con la nazionale ugandese per la Coppa d'Africa.

## Palmarès

### Club

#### Competizioni nazionali
- Campionato tanzaniano: 2

Simba: 2020-2021, 2021-2022
- Coppa di Tanzania: 2

Simba: 2020-2021, 2021-2022